# Kididoc
 (juin 2023).
Si vous disposez d'ouvrages ou d'articles de référence ou si vous connaissez des sites web de qualité traitant du thème abordé ici, merci de compléter l'article en donnant les références utiles à sa vérifiabilité et en les liant à la section « Notes et références ».
Kididoc est une série télévisée d'animation française en 52 épisodes de 11 minutes, adaptée des ouvrages publiés par les éditions Nathan, diffusée le 2 janvier 2023 sur la chaine Canal+ Kids et produite par 4.21 Productions, Elle a été diffusée également sur TV5Monde depuis 2024.
Au Québec, la série est diffusée sur TFO.

## Synopsis
Dès que leurs parents ont leurs dos tournés, Pomme et Fix se précipitent vers le grenier pour ouvrir le Kidicube, la maison de Kidi, une intelligence artificielle, qui les emmène dans le Kidiworld pour apprendre des tas de choses, en tirant les pop ups, ils changent de décors.

## Personnages
- Kidi : une intelligence artificielle venue de l’espace
- Fix : le grand-frère taquin
- Pomme : la petite-sœur malicieuse

## Distribution
- Luq Hamet : Kidi
- Cassiopée Boutard : Fix
- Valentina Escobar : Pomme

- Version originale
  - Studio de doublage : Calumets Production
  - Direction artistique : Luq Hamet

## Liste des épisodes
1. A cent à l'heure
2. Pomme a un gros pépin
3. L'oeuf ou le dino ?
4. Voyage, voyage
5. Une étoile dans l'assiette
6. Moi, chevalier !
7. L'espace d'un instant
8. Le Tour de France
9. Défi pas bête
10. Passe-moi le savon !
11. Oine, tou, tri !
12. A la recherche de la reine perdue
13. Faut que ca pète !
14. Micmac sur le tarmac
15. Au pied le chien
16. Envole-toi!
17. L'arbre qui cherche sa forêt
18. Les rois de la route
19. Un cartouche antique... et en toc
20. Explorateur un jour
21. Voyage au centre du cerveau
22. Cache-cache kachina
23. Dans tous les sens
24. On n'est pas à Versailles
25. A l'abordage
26. Sauver Kidi
27. ca tourne
28. Le livre des kidizz